# Lophoblatta fuliginosa
Lophoblatta fuliginosa är en kackerlacksart som beskrevs av Karlis Princis 1965. Lophoblatta fuliginosa ingår i släktet Lophoblatta och familjen småkackerlackor.
Artens utbredningsområde är Uruguay. Inga underarter finns listade i Catalogue of Life.